# Joseph-Frédéric-Ange-Désiré Bernard
Joseph-Frédéric-Ange-Désiré Bernard, francoski general, * 1885, † 1978.